# Tommy Butler (cầu thủ bóng đá)
Thomas Butler (28 tháng 4 năm 1918 – 11 tháng 9 năm 2009) ở Atherton, Lancashire, Anh, là một cầu thủ bóng đá người Anh đã giải nghệ thi đấu ở vị trí tiền vệ chạy cánh phải ở Football League.